# Ulica Wodzisławska w Rybniku
Ulica Wodzisławska w Rybniku – jedna z głównych ulic Rybnika. Ulica biegnie z północy na południe i rozciąga się od śródmieścia do granicy z Radlinem w kierunku Wodzisławia Śląskiego.
Na dłuższym odcinku jest częścią drogi krajowej nr 78 (od ronda Płn. Irlandzkiego).

## Obiekty w pobliżu
- Galeria Handlowa „Plaza”
- Parafia św. Józefa Robotnika
- Zbór Kościoła Adwentystów Dnia Siódmego
- stacje benzynowe
- sklepy spożywcze
- sklepy motoryzacyjne
- rondo Niedobczyce-Paryż z Wieżą Eiffle'a
- stacja kolejowa Rybnik Towarowy